# SyltExpress
Die SyltExpress (gemäß DNV und AIS Sylt Express) ist eine der beiden Doppelendfähren für den kombinierten Auto- und Personentransport, die seit 2005 zwischen dem dänischen Hafen von Havneby auf der Insel Rømø und dem deutschen List auf Sylt von der FRS Syltfähre GmbH & Co. KG eingesetzt wird.

## Bau und Ablieferung
Im Mai 2004 gab die Flensburger Förde Reederei Seetouristik (FRS) als Ersatz für die rund 30 Jahre alten Fähren Vikingland und Westerland eine Doppelendfähre bei der norwegischen Fiskerstrand Verft AS (Baunummer 51) in Auftrag. Der Rumpf und die Decksaufbauten wurden im Unterauftrag von der litauischen Western Shipbuilding Yard in Klaipėda gefertigt und im April 2005 zur Ausrüstung nach Fiskerstrand überführt.
In nur rund acht Wochen erfolgte die Fertigstellung des dieselelektrisch angetriebenen Schiffes, das am 8. Juli 2005 nach erfolgreicher Probefahrt an den Auftraggeber übergeben wurde. Die feierliche Taufe der SyltExpress erfolgte am 12. Juli 2005 im damaligen Heimathafen List auf Sylt. Seit dem 21. Juli 2005 verkehrt die Fähre fahrplanmäßig für die FRS Syltfähre, ehemals Rømø-Sylt-Linie (RSL), einem Tochterunternehmen der FRS in Flensburg.

## Einsatz
Durch die im Vergleich zu den Vorgängerschiffen Westerland und Vikingland deutlich größere Höchstgeschwindigkeit von 16 Knoten verkürzte die SyltExpress die Überfahrt von zuvor 50 bis 55 auf 35 Minuten. Durch die Doppelend-Bauweise werden auch die Hafenliegezeiten verringert, denn das Schiff muss vor den Liegeplätzen nicht mehr wenden. Dadurch kann mit nur einer Fähre ein wirtschaftlicherer Betrieb mit ausreichender Frequenz angeboten werden.
Im Februar 2011 wurde die SyltExpress nach Zypern ausgeflaggt, um das deutsche Kündigungsrecht zu umgehen. Die Reederei kann somit Personal bedarfsgerechter einstellen und auch wieder kündigen.

## Ausstattung
Die SyltExpress ist ausgelegt für 599 Passagiere. Sie betreten das Schiff über das Hauptdeck (Deck 2) und erreichen das vollklimatisierte Salondeck (Deck 4) mit 399 Sitzplätzen, einem Bordrestaurant und einem Duty-free-Shop über Treppen oder einen Personenaufzug. Auf den Freidecks des Salondecks befinden sich 100 Außensitzplätze, zwei Marine Evacuation Systeme und eine Winch-Plattform für Hubschrauber. Auf dem offenen Bereich des Crew-Decks (Deck 5) sind 100 weitere Außensitzplätze, ein Kiosk und das Rettungsboot angeordnet.
Das Fahrzeugdeck auf dem Hauptdeck (Deck 2) wird über landseitige Rampen erreicht und an beiden Enden durch klappbare Visiere verschlossen. Auf fünf Spuren können maximal 76 Pkw befördert werden. Die mittleren drei Spuren mit 166 Lademetern sind für Lkw, überlange oder überbreite Spezialtransporte vorgesehen. Die lichte Höhe auf dem Fahrzeugdeck beträgt 4,95 Meter. Die SyltExpress ist auch für den Transport von Gefahrgut zugelassen.

## Trivia
Für die Dreharbeiten an dem Roman-Polański-Film Der Ghostwriter wurde die Rømø-Sylt-Linie im Frühjahr 2009 vorübergehend in „Bay Line Ferries“ umbenannt und die SyltExpress führte die Flagge der Vereinigten Staaten.

## Galerie

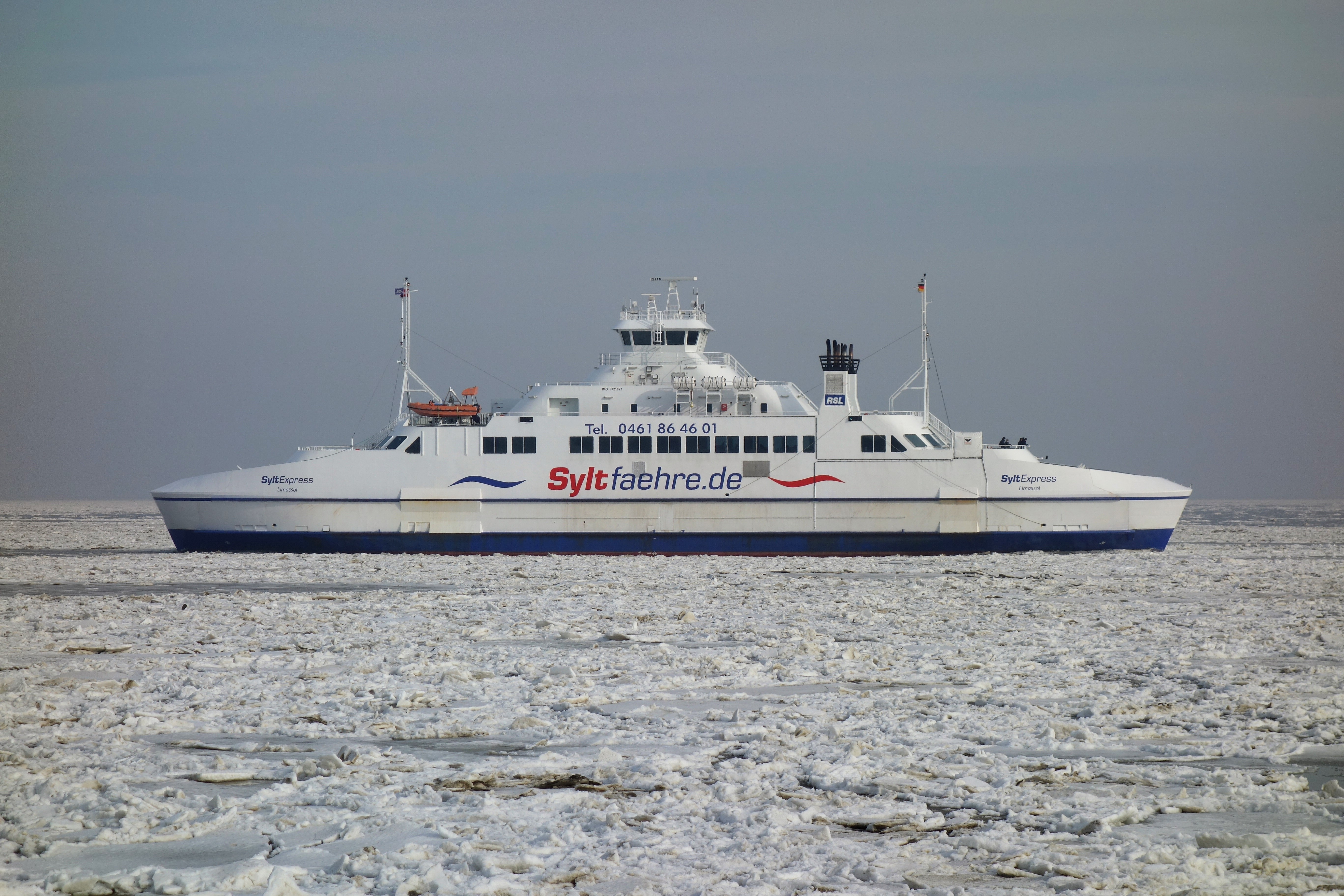
SyltExpress 2018 im vereisten Fahrwasser vor List auf Sylt
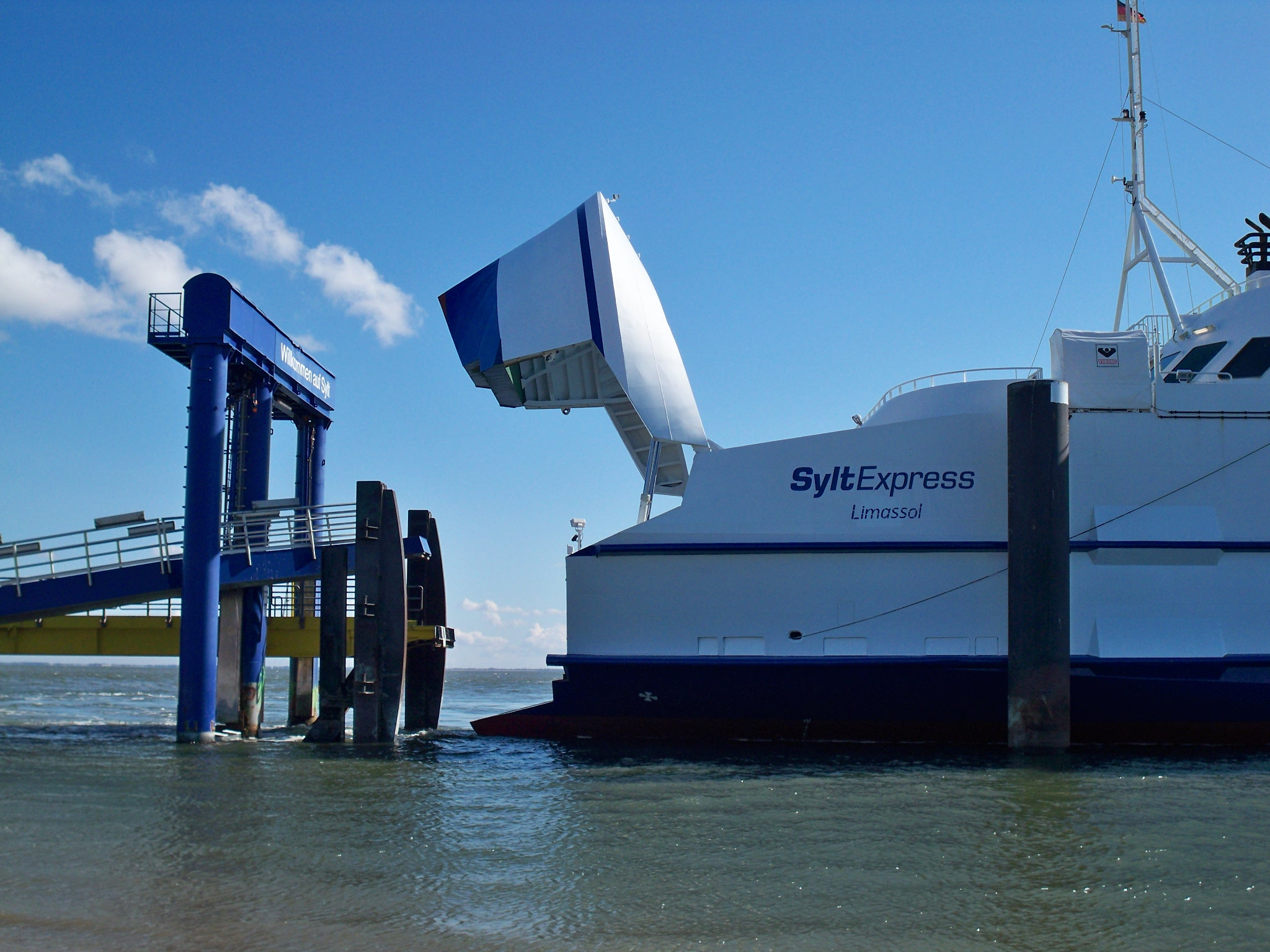
Fähranleger List auf Sylt
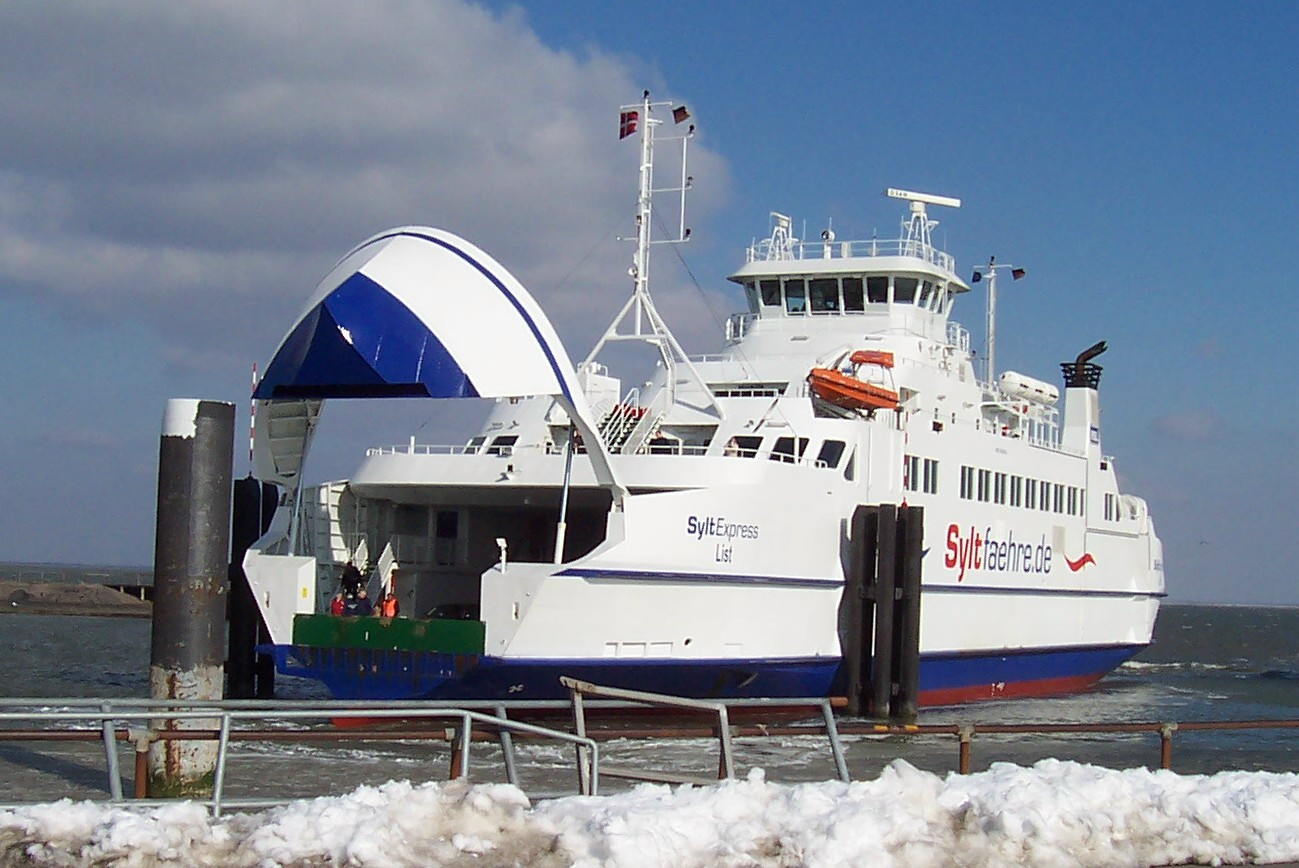
Fähranleger in Havneby auf Rømø
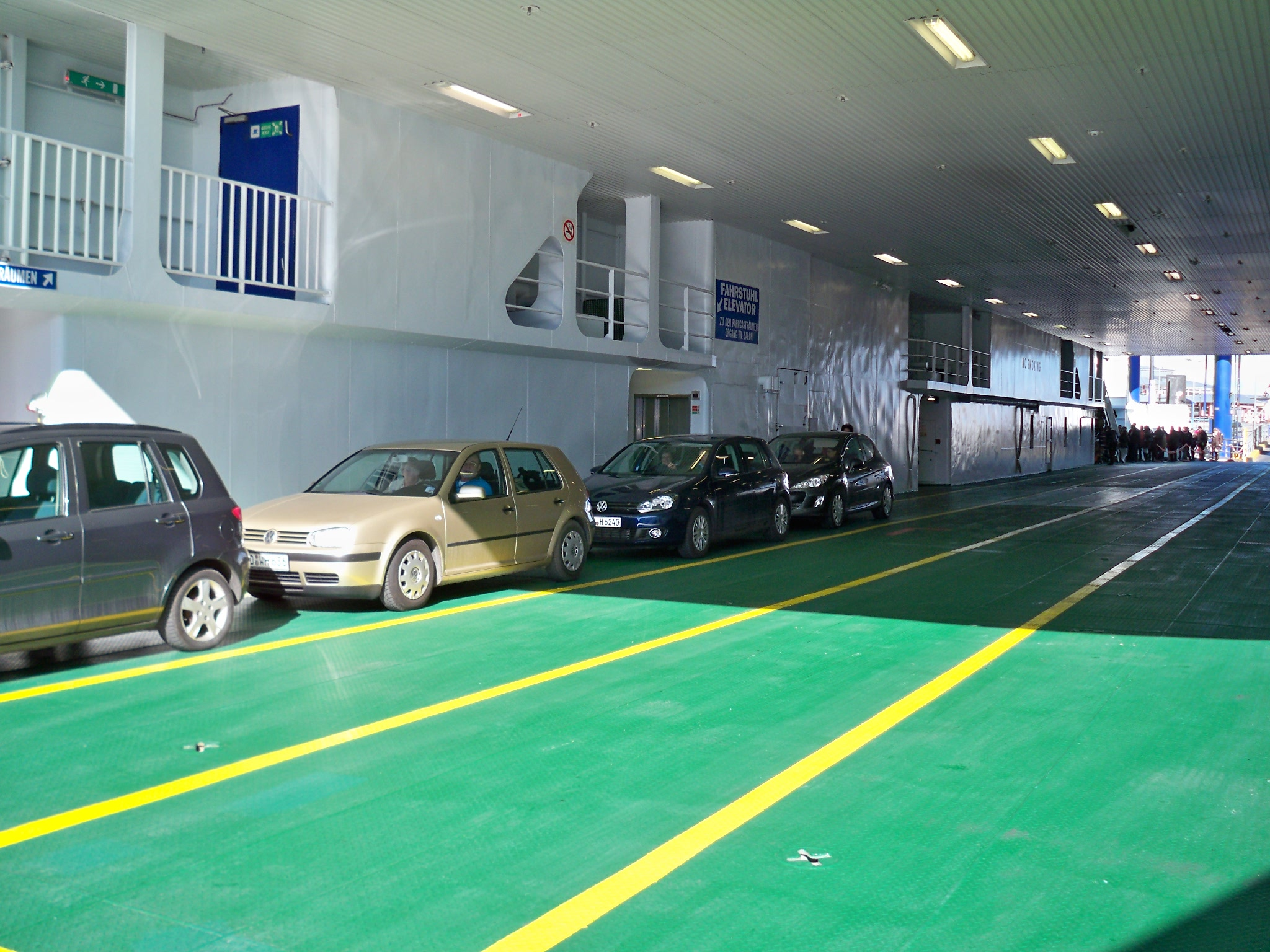
Fahrzeugdeck
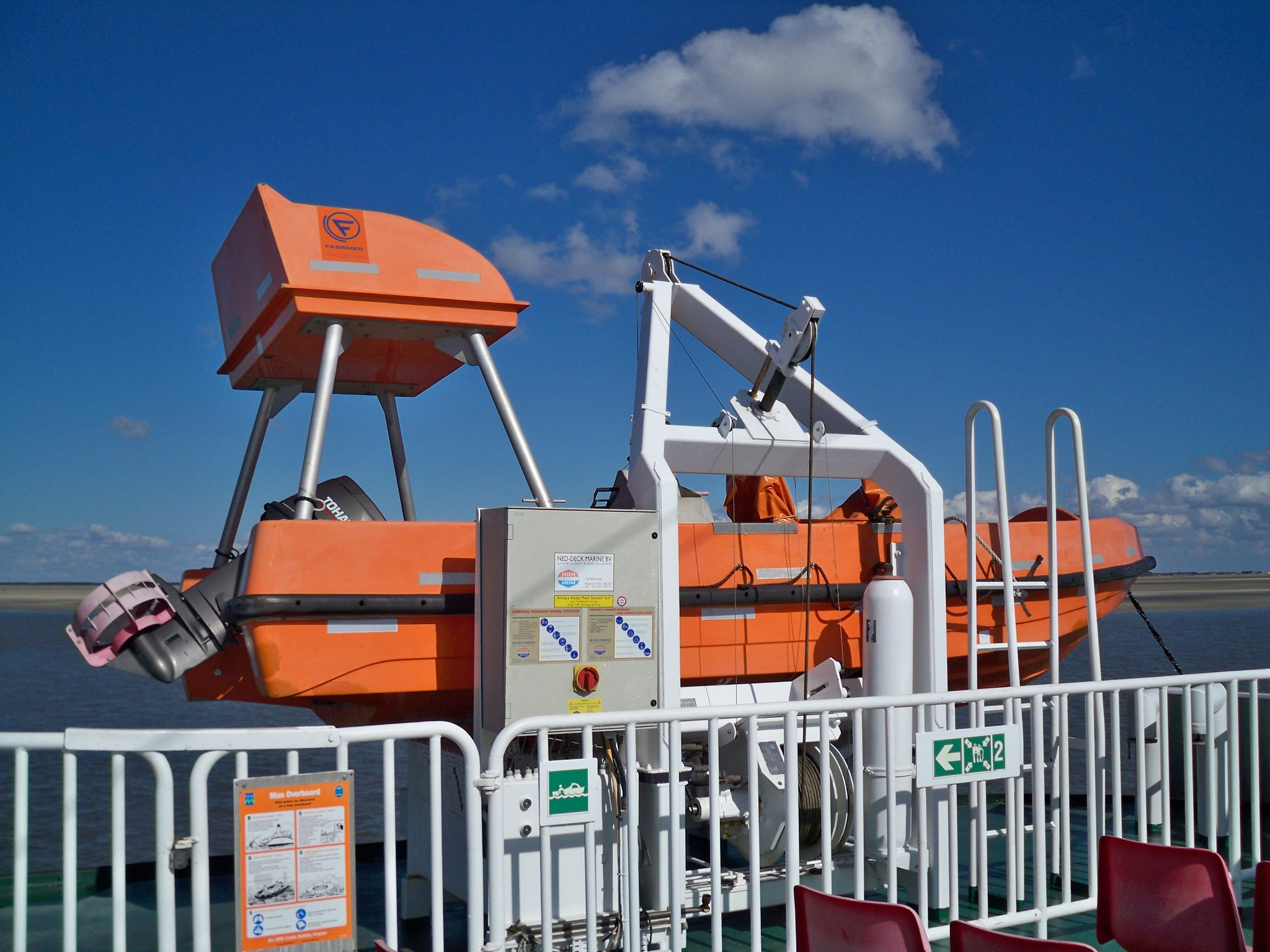
Rettungsboot der SyltExpress
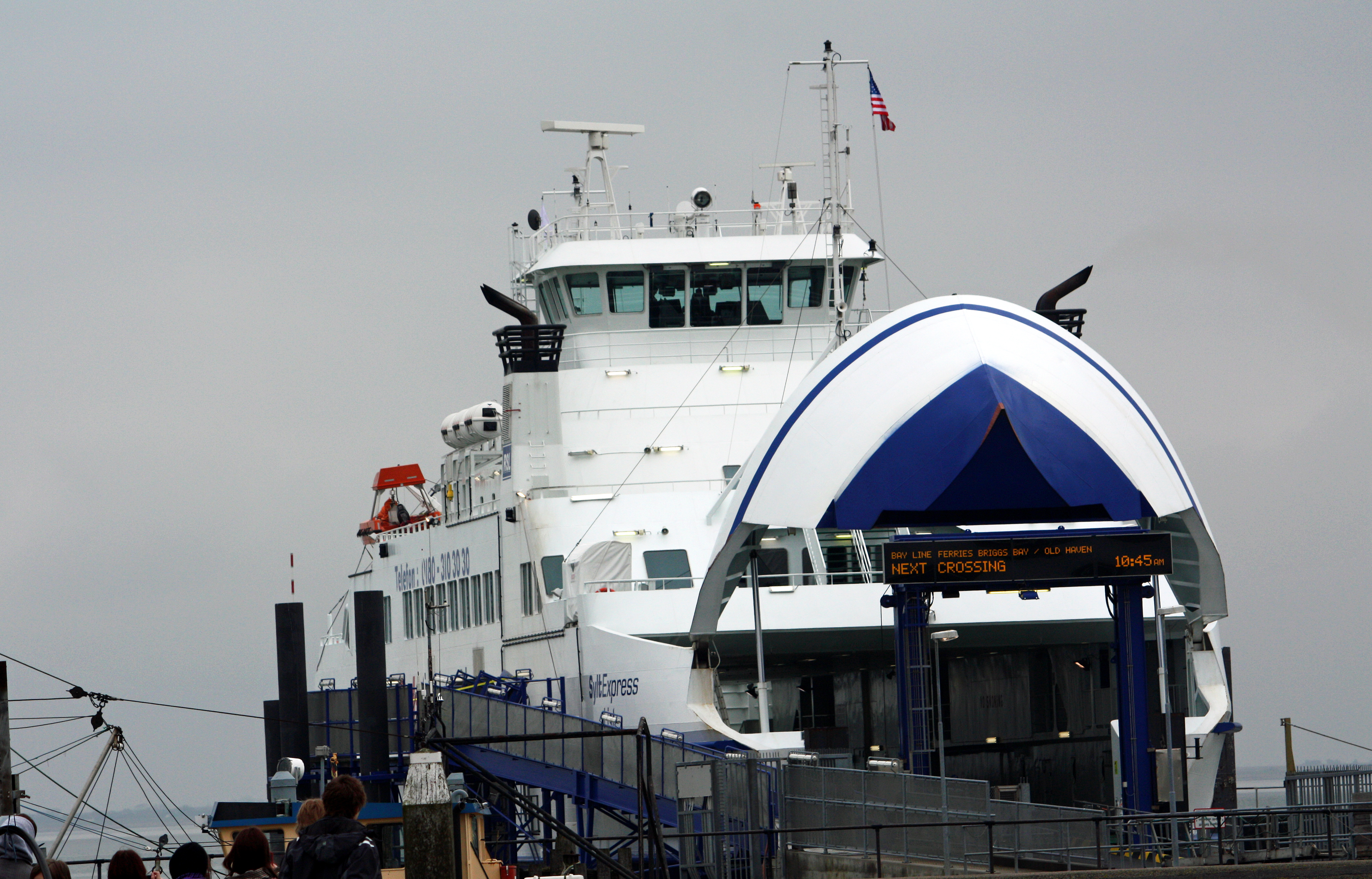
Zufahrtdisplays in englischer Sprache und die SyltExpress mit Sternenbanner